# CCTV-9
CCTV-9 is de negende zender van de Chinese staatstelevisie China Central Television. De zender zendt documentaires uit. 
In de Volksrepubliek China is de zender Standaardmandarijns en daarbuiten Engels. De Engelstalige versie van deze zender is te ontvangen via de satellietschotel. De uitzendingen worden gedaan tussen 19:00 en 23:00 Chinese tijd. Daarna worden de programma's telkens herhaald op de zender. De Chineestalige website van de zender is alleen in de Volksrepubliek te zien en de Engelstalige alleen in het buitenland.
De zender begon op 1 januari 2011 met uitzenden.